# Cantó de Nimes-5

El cantó de Nîmes-5 és un cantó francès del departament del Gard, a la regió d'Occitània. Està inclòs al districte de Nimes, compta amb una part de la ciutat de Nimes.